# 삼부치
삼부치(이탈리아어: Sambuci)는 이탈리아 라치오주 로마현에 위치한 코무네다. 로마로부터 동쪽 35km 거리에 위치해있다.